# Siddende Tyr
Siddende Tyr (underforstået Siddende Bisontyr. Engelsk: Sitting Bull; sioux: Tatanka Iyotake eller Tatanka Iyotanka eller Ta-Tanka I-Yotank, født Hunkesni, langsom; ca. 1831 – 15. december 1890) var en hunkpapa-sioux og (måske) leder af hele sioux-folket for en kort tid, eller lakotafolket, som de betegner sig selv. Selvom han oftest omtaltes som høvding, er der delte meninger, om han i det hele taget var høvding eller blot havde status af medicinmand og åndelig leder.

## De tidlige år
Han blev født ca. 1831 og begyndte allerede som 14-årig sin karriere som kriger. Hans far blev dræbt i kamp med crower, 1858.:12  Siddende Tyr udmærkede sig hurtigt i de interne kampe mellem stammerne. Pga. hans bedrifter på slagmarken voksede og voksede hans status, og i slutningen af 1860'erne blev han sammen med bl.a. oglalaen Red Cloud anset som en af de mest magtfulde mænd blandt hele sioux-folket.

## Kampene med fjenderne i nabostammerne
Siddende Tyr udkæmpede navnlig kampe med andre indianere, delvis som en konsekvens af hans og hans lejrs indtrængen i fjendtlige stammers traditionelle landområder.:  I sin tid som aktiv kriger fra ca. 1846:8  og til omkring 1880:54  kæmpede han mod crower, assiniboiner, flatheads samt arikaraer og måske også andre indfødte folk.:231-232  Tillige erobrede han heste fra dem.:23 
Det var den unge Siddende Tyrs sejre over andre indianere, der gav ham de krigererfaringer, der bragte ham succes i sammenstødene med de hvide som ældre.:108 

### De tegnede kampscener
Siddende Tyrs offentliggjorte erindringer om flere af sine opgør med fjendtlige indianere består af tre sæt tegninger, der hver viser ham i en række mand-til-mand kampe. Hver tegning er ledsaget af en forklarende tekst. Teksterne til ellers identiske kampscener har ikke altid enslydende oplysninger om årstallet og de viste fjenders etnicitet.
To ukomplette sæt består af 13 tegninger (Praus record og Pettinger record),:50-56  hvoraf tre kampscener er identiske.
Det mest udførlige sæt lavet til løjtnant W. Tear:220  i 1882:217  under høvdingens fangenskab i Fort Randall består af 22 farvelagte kampscener fra 17 forskellige kampe.:38-48  Flere af kampene er gengangere fra de to andre sæt. Atten af tegningerne er signeret,:233  da Siddende Tyr havde lært at skrive sit navn på engelsk under opholdet i Canada.:4 
En af høvdingens tegninger viser en kamp med arikaraerne, der udspillede sig i enten 1859:12  eller 1864.:45 
En anden scene viser den 36 årige Siddende Tyr til hest, mens han deltog i et stort hævntogt mod flathead indianerne, hvorunder lakotaerne dræbte 33 fjender. Sitting Bull angreb en flathead bueskytte til fods. Inden han nåede at skyde ham med sit ildvåben, fik han en pil i en arm.:225 
I 1870 var høvdingen med til at nedkæmpe en krigsgruppe på 30 crower.:33  På det tidspunkt havde Siddende Tyr erobret heste og udkæmpet en række kampe med crowerne lige siden sin ilddåb omkring 1846, netop mod en crow.:8  Efter at have fået en kugle i foden under en anden kamp mod en crow i 1850erne humpede Siddende Tyr resten af livet. Han bragte sin modstander til fald med et geværskud.:55 

### Siddende Tyrs krigerudstyr
I de fleste kampscener tegnede Siddende Tyr sig selv på ryggen af en detaljeret afbildet krigshingst, mens han angreb en fodkriger. Under kampene med sine indianske fjender brugte han coupstav,:224  bue og pil, lanse eller gevær.:38-48  Siddende Tyr gengav ret nøje designet og de fire ørnefjer på sit skjold, hvis brugt, ligesom han lagde vægt på de andre hellige genstande, der beskyttede ham i den givne kamp.
Siddende Tyr bar flere gange Brave – eller Strong Heart krigerselskabets skindhue med to slanke, opadvendte bisonhorn samt hængende hermelinshaler under sine våbendyster med fjendtlige stammer.:223  Før en kamp med assiniboiner i 1850erne iførte han sig tillige stykker af bisonskind med klove på om både håndled og ankler i imitation af en bison eller for at identificere sig med dyret. Hans fuks var bemalet fra hoved til hale i form af en stor, mørk rovfugl.:226 

## Sammenstød med de hvide
Siddende Tyr  stod for en kompromisløs linje over for de hvide,  som han bl.a. stødte sammen med under sin egen indtrængen i fjendtlige stammers territorier i jagten på de svindende bisonhjorde.:407  Navnlig crowerne:84  samt arikaraerne, mandanerne og hidatsaerne:108  led under lakotaerne og Siddende Tyrs annektering af deres prærieområder og jagtmarker i Wyoming, Montana og North Dakota efter 1851.
I modsætning til visse andre ledere nægtede Siddende Tyr at underskrive nogen fredsaftaler med USA.
I sommeren 1876 havde tusindvis af lakotaer og cheyenner samlet sig ved Little Bighorn-floden i crow reservatet i Montana til stort sommertræf. Siddende Tyr bragte sig igen i centrum ved at udføre en smertefuld soldans, som resulterede i et af hans mange åndesyn. I synet så han hvide soldater falde ind i lejren med hovedet nedad. Få dage senere blev lejren angrebet af oberstløjtnant Custer, som blev udslettet sammen med fem af sine kompagnier i det, der er blevet kendt som Slaget ved Little Bighorn.

## I Canada og tiden derefter
Siddende Tyr flygtede efter slaget sammen med sin stamme til Canada, hvor han levede i fem år, indtil han i 1881 pga. sult måtte vende tilbage til USA og overgive sig. I de efterfølgende år medvirkede han bl.a. i Buffalo Bills Wild West Show, hvor han blev vist frem for masserne. Han rejste endda med showet på turné til Europa.
I 1890 levede han en fredelig tilværelse på et reservat. På det tidspunkt var der blandt sioux-folket opstået en ny religiøs bevægelse, som dikterede, at hvis man dansede åndedans ville de hvide forsvinde fra prærien og bøflerne vende tilbage. Siddende Tyr var ikke en del af bevægelsen, men de hvide opfattede ham alligevel som ansvarlig. De satte det interne indianerpoliti til at anholde ham, men under anholdelsen satte Siddende Tyr sig til modværge, og han blev skudt ned og dræbt af en af politifolkene.
Sitting Bull er blevet et symbol på de oprindelige amerikaneres kamp mod de hvide, og han er den måske mest kendte overhovedet.